# Застава Казашке ССР
Заставу Казашке ССР је Казашка ССР усвојила 24. јануара 1953. године.
Пре тога, застава је била црвена са златним српом и чекићем у горњем левом углу, са ћириличним словима (Казак ССР) и Казахская ССР (Казакхскаиа ССР) у злату са десне стране српа и чекића.
Између 1937. и 1940. године, застава је била црвена са златним српом и чекићем у горњем левом углу, са латиничним КАЗАК ССР и ћириличним словима КАЗАХСКАЯ ССР (КАЗАКХСКАИА РСБ) у златном санс-сериф фонту испод српа и чекића.

## Историјске заставе
- 1937–1940
- 1940–1953